# Symfonie nr. 2 (Riisager)
De Deense componist Knudåge Riisager voltooide zijn Symfonie nr. 2 in 1927.
Hij schreef eraan tussen maart en mei 1927. Hij probeerde Carl Nielsen zover te krijgen dat hij het werk op de lessenaar zette, maar dat ging niet door. Hij zou twee jaar moeten wachten voordat Emil Reesen het wel aandurfde. Op 5 maart 1929 leidde hij de uitvoering in de concertzaal van Tivoli. Het werd geen succes. De recensenten hadden moeite met het gebrek aan de symfonische structuur. Riisager hield het bij een eendelig werk, waarbij twee thema’s een rol spelen, maar een uitgebreide uitwerking daarvan blijft achterwege. Dacapo vond dat slechts het coda enige symfonische allure had. Het werk is opgedragen aan Åse Riisager, geboren Klenow (de vrouw van de componist).
Pas in 1935 pakte de componist het genre symfonie weer op met Sinfonia (hij nummerde ze niet langer).